# 안덕근
안덕근(安德根, 1968년 ~ )는 대한민국의 경제학자이자 제8대 산업통상자원부 장관이다.

## 학력
- 덕원고등학교 졸업
- 서울대학교 사회과학대학 국제경제학 학사
- 미시간 대학교 대학원 경제학 박사
- 미시간 대학교 로스쿨 J.D.

## 경력
- 세계무역기구 상소기구 인턴
- 1999년 ~ 2005년: KDI 국제정책대학원대학교 조교수·부교수
- KDI국제정책대학원 정보기술센터 소장
- KDI국제정책대학원 WTO 통상전략센터 소장
- 2005년 ~ 2022년: 서울대학교 국제대학원 국제학과 조교수·부교수·교수
- 2009년 3월 ~ 2012년 12월: 서울대학교 법학대학원 겸무부교수
- 2010년 5월: 보건복지부 통상자문관
- 2011년 7월 ~ 2012년 3월 : 서울대학교 법인설립추진단 부단장
- 2013년 1월 ~ 2013년 3월: 제18대 대통령직인수위원회 경제1분과 전문위원
- 2013년 4월 ~ 2019년: 무역위원회 위원
- 2013년 7월 ~ 2015년 8월: 대통령직속 국민경제자문회의 위원
- 2013년 7월 ~ 2015년 8월: 교육부 대학구조개혁위원회 위원
- 2017년 3월 ~ 2021년 3월: SK케미칼 사외이사
- 2017년 ~ 2018년: 서울대 국제대학원 부원장/국제학연구소 소장
- 2019년 2월 ~ 2020년 2월: 국제공정무역학회장
- 2020년 ~ 2022년: 서울대학교 국제협력본부장
- 2020년 1월: 제25대 한국국제통상학회 회장
- 2022년: 국제경제법학회장
- 2022년 2월 ~ 2022년 5월: 산업통상자원부 통상교섭민간자문위원회 위원장
- 2022년 5월 ~ 2024년 1월: 통상교섭본부장
- 2024년 1월 ~ 2025년 7월: 제8대 산업통상자원부 장관
- 2024년 1월 ~ 2025년 7월: 2050 탄소중립녹색성장위원회 당연직 위원
- 2024년 1월 ~ 2025년 7월: 대통령직속 국가생명윤리심의위원회 정부위원
- 2024년 1월 ~ 2025년 7월: 대통령 직속 지방시대위원회 당연직위원

## 같이 보기
- 윤석열 정부의 국무위원